# Omineca River
Der Omineca River ist ein Zufluss des Williston Lake in der kanadischen Provinz British Columbia.

## Flusslauf
Er entspringt östlich des Bear Lake im British Columbia Interior. Der Fluss fließt im Oberlauf in südsüdöstlicher Richtung. Bei Old Hogem wendet sich der Omineca River nach Osten, passiert den Ort Germansen Landing und dreht nach Norden, wobei er die Omineca Mountains durchfließt. Schließlich mündet er in den Omineca Arm des Williston Lake. Der Unterlauf des Flusses ab Old Hogem befindet sich im Omineca Provincial Park and Protected Area. Der größte Nebenfluss ist der Osilinka River, der kurz vor der Mündung von links auf den Omineca River trifft. Der Omineca River hat eine Länge von etwa 220 km. Sein Einzugsgebiet umfasst 7000 km². Der mittlere Abfluss oberhalb der Einmündung des Osilinka River liegt bei 90 m³/s. Vor der Errichtung des W.-A.-C.-Bennett-Staudamms und der Bildung des Williston Lake, floss der Omineca River ein Stück weiter. Er nahm früher noch den Mesilinka River von links auf, bevor er in den Finlay River rechtsseitig mündete.
Der Omineca River weist keine besonderen Stromschnellen auf, so dass er als ein einfach zu befahrener Kanufluss gilt. Zur Fischfauna des Flusses gehört die Arktische Äsche.
Die historische geographische Region Omineca Country umfasste das Einzugsgebiet des Omineca River sowie angrenzende Gebiete. In den 1860er Jahren wurde das Gebiet vom so genannten Omineca-Goldrausch erfasst.